# 복어 (드라마)
《복어》는 2002년 11월 29일에 MBC에서 방영한 베스트극장이다.

## 등장 인물

### 주요 인물
- 김영란 : 정순 역
- 김현정 : 미란 역
- 임호 : 택우 역 (아역 김수민) - 미란의 남편
- 송일국 : 이 실장 역

### 그 외 인물
- 이희도 : 정순의 남편 역
- 박병훈 : 정순의 내연남 역
- 이숙
- 이경순
- 고은주
- 고진영
- 김대성
- 오협
- 염재욱
- 권오민 : 택우의 죽은 동생 역